# Басколь
Баско́ль (каз. Баскөл) — село у складі Майського району Павлодарської області Казахстану. Адміністративний центр Баскольського сільського округу.
Населення — 943 особи (2021; 1108 у 2009, 1204 у 1999, 1646 у 1989).
Національний склад станом на 1989 рік:
- казахи — 79 %

Станом на 1989 рік село називалось Кизил-Курама, мало також назву Кизилкурама.